# Salou
Salou település Spanyolországban, Tarragona tartományban. Salou Vila-seca és Cambrils községekkel határos. Lakosainak száma 30 810 fő (2024).

## Népesség
A település népessége az elmúlt években az alábbi módon változott:
| Lakosok száma | 8236 | 18 238 | 22 162 | 26 649 | 26 193 | 26 558 | 26 386 | 27 476 | 28 512 | 30 810 |
|               | 1991 | 2004   | 2006   | 2009   | 2011   | 2014   | 2016   | 2019   | 2021   | 2024   |